# Halinga kommun
Halinga vald är en kommun i Estland.   Den ligger i landskapet Pärnumaa, i den västra delen av landet, 90 km söder om huvudstaden Tallinn.
Följande samhällen finns i Halinga vald:
- Pärnu-Jaagupi
- Libatse
- Vahenurme
- Langerma